# Furnas (bairro)
Furnas é um bairro do município brasileiro de São José da Barra, fundado para abrigar os trabalhadores da Usina Hidrelétrica de Furnas. O bairro conta com uma população residente de aproximadamente 542 habitantes.

## História
Conhecido inicialmente como "Núcleo Residencial e Administrativo da Represa de Furnas", ou na forma popular como "Vila dos Operários", o assentamento urbano que deu origem ao bairro de Furnas teve início em 1958, com a construção da barragem da Usina Hidrelétrica de Furnas. A usina foi construída em um trecho do rio Grande onde havia desfiladeiros em ambas as margens utilizados para a pesca conhecido como "Corredeiras de Furnas", favorável para a construção de uma barragem.
Antes da construção da hidroelétrica, na confluência do rio Grande com o rio Sapucaí, a cerca de vinte quilômetros a montante do ponto onde seria construída a barragem, existia um vilarejo conhecido como Barra ou Barra do Rio Sapucaí, de origem mais antiga que Passos e Alpinópolis e contemporâneo de Jacuí. Para o início da operação da usina de Furnas, foi necessário a inundação de uma área aproximada de 1.440 km² para a formação do reservatório, abrangendo a antiga localidade de Barra. Os moradores de Barra mudaram-se para os municípios próximos ou para a nova cidade que foi criada com o nome de São José da Barra.
Paralelamente à construção da barragem de furnas e da cidade de São José da Barra, a empresa Furnas Eletrobras precisou construir um bairro residencial para os operários da usina, chamado Vila dos Operários. Essa vila acolhia os trabalhadores da construção usina hidrelétrica. Na inauguração da usina de Furnas, em 1963, a vila operária estava pronta para receber os empregados da Eletrobras que trabalhavam na usina.
A relação da cidade com a empresa Furnas sempre foi muito próxima, pois nela funcionam além da usina hidreletrica diversos centros de treinamento e importantes unidades de apoio como é o caso do Centro Técnico de Ensaios e Medições, chamado por sua sigla CTE.

## Geografia
Atualmente a localidade é um dos quatro bairros do município mineiro de São José da Barra e conta com uma população residente de aproximadamente 581 pessoas, conforme censo demográfico do Brasil de 2010, formada basicamente por funcionários e ex-funcionários da empresa Eletrobras Furnas, além de moradores de bairros vizinhos que emigraram para o bairro, novos moradores que emigraram para trabalhar com o turismo local e, também, militares da Marinha do Brasil que possui uma delegacia instalada no bairro e também uma base dos Fuzileiros Navais.
Todo o município de São José da Barra encontra-se inserido no bioma do Cerrado. O entorno do bairro de Furnas é encoberto por vegetação típica do Cerrado, porém com alto grau de antropização.
O bairro está localizado próximo da Serra da Canastra, cadeia montanhosa que faz divisa das bacias dos rios Grande e São Francisco. O bairro localiza-se fora da zona de amortecimento do Parque Nacional da Serra da Canastra, uma vez que esta zona estende-se desde os limites do sul do parque até o leito do rio Grande e o bairro localiza-se a cerca de um quilômetro da margem esquerda do mesmo rio.
A cidade de Passos, com aproximadamente 100 mil habitantes, funciona como cidade-polo para a região onde são encontrados comércio e serviços compatíveis com uma cidade desse porte.